# Стайлз, Даррен
Да́ррен Джеймс Мью (англ. Darren James Mew; род. 23 мая 1975, Колчестер, Эссекс, Англия), наиболее известный как Да́ррен Ста́йлз (англ. Darren Styles) — британский продюсер, диджей и автор песен, работающий в жанре хэппи-хардкор. В 2006 году получил три награды Hardcore Awards в категориях «Лучший DJ» и «Лучший продюсер», а сингл «Save Me» стал лучшим произведением года. В 2007 году Стайлз сохранил завоёванные позиции и был признан лучшим диджеем года. Продажи сборника Сlubland X-treme Hardcore, чьим продюсером является Стайлз, достигли полумиллиона копий, став самым продаваемым диском в стиле UK Hardcore за всю историю. Стайлз стал первым (и пока единственным) музыкантом, работающим в этом стиле, которому удалось выпустить соло-альбом (сразу попавший на 4 место в английском чарте).

## Биография

### Становление
Как музыкант начал формироваться в детстве — отец привил страсть к музыке, будучи почитателем блюза. Даррен учился играть на пианино, посвятив этому много бессонных ночей. Уже в 17 лет он попал на закрытое рейв-шоу в клубе «Oscars Nightclub», расположенном в Эссексе. Это мероприятие породило у молодого Даррена желание писать музыку в подобном стиле и быть известным музыкантом. В 1993 вместе с другом Paul Hobbs (DJ Force) он начал работать на Hardcore-лейбле Kniteforce, они выбрали сценическое имя «Force + Evolution». Вскоре стали выпускаться на лейбле DJ Slipmatt «Universal», взяв название «Sense Of Summer». К 1996 Даррен и Хоббс выбрали окончательное название группы — «Force & Styles». Они стали каждые выходные совершать поездки по всей Великобритании, играя свою музыку и диджейские сеты, проводили туры по Австралии, Соединенным Штатам, Канаде и Ивисе. Из-за возрастающей популярности коллектива музыканты приняли решение создать собственный рекорд-лейбл, который бы занимался распространением их творчества. Они назвали его UK Dance. С 1999 года Даррен стал специализироваться только на Happy Hardcore. С этого момента он начинает сотрудничать с DJ Breeze, выпущенные ими синглы «You’re Shining» (просмотр видео ), «Heartbeats» (см. видео, слушать), «You’re My Angel», «I Will Be» стали классикой UK Hardcore, внеся существенный вклад в длительный трансформационный период этого стиля, окончательно утвердив Trance-направленность новейшей истории Happy Hardcore. C 2000 года Darren Styles начинает постепенное восхождение к вершинам танцевальной сцены. Его работы формируют целое направление в культуре Hardcore, создавая незаурядное явление в современной электронной музыке.

### Зрелое творчество
Авторские работы Darren Styles стали вехами в развитии UK Hardcore, особенно это касается сингла «Getting Better» (2006 год). В «Getting Better» не было никаких элементов, считавшихся обязательными для хардкора. Ломаный ритм отсутствовал, бит был ближе к евро-трансу, синтезаторные семплы почти неотличимы от Commercial Trance, а вокал был выстроен по принципу «куплет-припев-куплет-припев». Все это подвело черту под многолетним однообразием звучания харкдора и многие заговорили о конце его эпохи («Хардкор мертв»). Darren Styles является одним из самых ярких представителей новой школы хэппи-харкдора. Его совместный с группой Ultrabeat сингл «Sure Feels Good» (см. видеоклип, слушать) отошёл от казавшихся нерушимыми традиций ускоренного темпа музыкальной композиции. Это был последний существенный признак, отличавший Vocal Trance от Hardcore, но и им пренебрег Darren Styles — сингл был выпущен в диапазоне 140—145 bpm, что окончательно утвердило падение хардкора, в обозримом будущем закрыв ему доступ в мейнстрим. За свои заслуги в 2006 году премией «Hardcore Awards» был удостоен награды  как «Лучший DJ», «Лучший продюсер», а сингл «Save Me» (см. видео , слушать) (структурно ничем не отличается от «Getting Better») стал лучшим произведением года.
В 2008 году вышел новый, совместный с N-Force, сингл «Right By Your Side» (видео). Технически трек выстроен подобно последним работам известных Euro-Trance-композиторов (Kate Ryan, Alex C., Groove Coverage). На первый план выходит вокальная составляющая музыкального трека, на основе которой выстраивается вся аранжировка. В новой работе Даррена четко выделяются объёмный бас и бит, выразительные «хлопки» (claps), непродолжительный гитарный семпл (звучащий на фоне вокальной партии в начале композиции). Основное внимание стоит обратить на скорость данного сингла. Даррен продолжает работать не в характерном для хардкора медленном темпе ста пятидесяти bpm. Основная часть аранжировки — это синтезаторные включения (synth — «синты»), которые исполнены в традиционной для Danceore манере звучания аплифтинг-транс (определённым образом обработанный на компьютере, с помощью специальных плагинов, синтезаторный семпл приобретает характерный Acid («кислотный») формат). В итоге это музыкальное произведение можно однозначно отнести к новой школе UK Hardcore, чьё звучание всё стремительнее уходит от традиционных штампов недавнего времени, утверждая новый формат звука и структуры Happyhardcore, превращая этот стиль в коммерческое, мейнстримовое течение танцевальной музыки.
В этом же году Даррен выпустил новую работу в характерном для себя звучании — «Come Running». Структурирован трек по всем правилам новейшего звучания UK Hardcore. Вступление, состоящее из фоновых аккордов гитары и ставшего привычным голоса самого музыканта, можно было наблюдать уже в сингле «Save Me» (на самом деле вокал принадлежит Фрэнсису Хиллу). Вокал новой композиции Даррена построен по описанной выше схеме «куплет-припев-куплет». После первой минуты начинается резкое включение основной композиционной темы, состоящей из специального семпла, похожего на использовавшийся Дарреном в его работе 2005 года «Cutting Deep». Но сама стилистика и тональность этого семпла в «Come Running» была переработана: он стал намного короче по временному диапазону и перешёл на мажорный лад. В прошлых работах эта звуковая форма имела более пессимистичное звучание. Ударная часть трека выполнена традиционно для последних работ Стайлза — ощутимая, громкая и акцентированная. Полностью структурирован трек следующим образом: вокальный «провал» — основная тема композиции — «спад» — «провал» — основная тема — завершение. Тенденции, начатые в предшествующих работах Даррена, продолжают развиваться и в «Come Running», но есть одно существенное отличие. Рассматриваемый трек быстрее, нежели предыдущие синглы Даррена, приблизительно на 10 bpm, говорить о значимости этого события пока преждевременно, следует дождаться следующих проектов музыканта, только тогда можно будет выносить суждения, является ли это ренессансом элементов хардкора в творчестве Даррена или же единичным случаем, не имеющим дальнейшего влияния на творчество композитора.
16.06.08 анонсирован  выход дебютного альбома Даррена Skydivin’. Это будет первый музыкальный альбом в стиле UK Hardcore, изданный после триумфального доминирования Happyhardcore в середине 90-х годов. Ни одному музыканту этого направления не удавалось достичь столь высокого уровня популярности, чтобы издать соло-альбом. Безусловно, мы наблюдаем как общий подъем британского Hardcore, так и определяющую роль Darren Styles в целом направлении танцевальной музыке. Альбом будет включать все синглы исполнителя, ставшие своеобразным образцом UK Hardcore (Cutting Deep, Getting Better, Save Me, Heartbeatz — список не полон), так и новейшие произведения, ранее никогда не издававшиеся (Drop Zone, Show Me The, Baby I’ll Let You). Если Darren Styles является на данный момент самым востребованным UK Hardcore-музыкантом, то можно уверенно утверждать, что выработанное им звучание и представляет собой законченный период эволюции Happyhardcore. Выход альбома Skydivin’ — это поставленная точка в вопросе формата современного Happyhardcore. В обозримом будущем коммерциализация UK Hardcore будет усиливаться, а как таковой Hardcore, чему есть все предпосылки, перестанет существовать, полностью растворившись в Vocal Trance.
В 2010 году вышел второй сольный альбом Даррена Feel the Pressure, который содержит 25 треков.

## Критика
Darren Styles нещадно критикуется ортодоксальной школой хэппи-хардкора. Основными аргументами называется чрезмерная коммерциализация творчества Даррена. Ему вменяется превращение хардкора в Vocal Trance, где главенствует вокальная наполненность музыкальной композиции, а также мелодичность и легкость восприятия синтезаторных семплов. Все это, по мнению критиков, превращает некогда самобытный и уникальный стиль музыки в заурядное явление поп-культуры, где в погоне за известностью теряется творческая составляющая произведений. Ориентация Даррена на широкие слои музыкальной общественности вызывает неудовольствие поклонников хардкора, они считают, что это приводит к деградации хэппи-хардкора до массовой культуры, что сращивает его с огромной массой заурядных и однотипных направлений танцевальной музыки — Dancecore, Hands Up, Uplifting Trance, Electro House. Так же часто высказывается недовольство по поводу отхода от быстрого темпа в композициях музыканта, что совершенно нивелирует основополагающую идею всей хардкор-культуры.

## Альбомы
- Skydivin’ (2008)
- Feel the Pressure (2010)

## Полный перечень синглов
DJ Force and Evolution
- 1993 — Fall Down On Me
- 1993 — Poltergeist
- 1993 — Twelve Midnight

DJ Force and The Evolution
- 1994 — High On Life
- 1994 — Perfect Dreams
- 1995 — Show Me Heaven
- 1995 — Simply Electric
- 1996 — Fall Down On Me
- 1998 — High On Life (Force and Styles Remix)
- 1998 — Raining Smiles
- 1998 — Twelve Midnight (Bang Remix)
- 1999 — Perfect Dreams* 2006 Fall Down On Me

A Sense Of Summer
- 1995 — Around The World
- 1995 — On Top

Force and Styles
- 1995 — All Over
- 1995 — Harmony
- 1996 — Down 2 Love
- 1996 — Fun Fair
- 1996 — Heart Of Gold featuring Jenna
- 1996 — Shining Down featuring Jenna
- 1996 — Wonderland featuring Jenna
- 1996 — Your Love (Get Down)
- 1997 — Field Of Dreams
- 1997 — Follow Me
- 1997 — Pacific Sun featuring MC Junior
- 1997 — Paradise And Dreams featuring Junior
- 1997 — Pretty Green Eyes featuring Junior
- 1997 — Simply Electric
- 1997 — United In Dance
- 1998 — Cutting Deep featuring Junior
- 1998 — Heart Of Gold featuring Kelly Llorenna (#55 UK — место в английском чарте)
- 2001 — Field Of Dreams featuring Jenna
- 2001 — Look At Me Now featuring Junior
- 2001 — Make Believe featuring Lisa Abbott
- 2001 — Pretty Green Eyes featuring Junior

Unique
- 1998 — Feelin' Fine
- 1998 — Higher Ground

Breeze and Styles
- 2002 — Future Set
- 2002 — You’re Shining
- 2003 — The Beat Kicks / 2 The Dancefloor
- 2004 — Heart Beats / Electric

Futureworld
- 2002 — Chemical Love

Darren Styles
- 2002 — Black Magic
- 2002 — Sirens
- 2004 — Back 2 The Old School
- 2005 — Cutting Deep
- 2006 — Darren Styles EP
- 2006 — Getting Better
- 2006 — Save Me
- 2006 — Jealous
- 2006 — SkyDivin
- 2007 — Feel Love
- 2007 — Flashlight
- 2007 — Girlfriend
- 2008 — Right By Your Side
- 2008 — Come Running

Styles
- 2002 — Over And Over

Styles and Breeze
- 2002 — All I Want / Don’t Want You
- 2002 — Black Magic, Bad Magic / Oxygen
- 2002 — Overdrive / Energise
- 2003 — Home (At Last) / Rainbow
- 2003 — Sonic / Total XTC
- 2004 — Heartbeatz
- 2004 — You’re Shining
- 2005 — Heartbeats (Remixes)
- 2005 — You’re My Angel
- 2006 — I Will Be
- 2006 — Slide Away
- Unreleased Come With Me

Darren Styles and Mark Breeze presents Infexious
- 2003 — Let Me Fly

Infextious
- 2003 — Let Me Fly

Hixxy and Styles
- 2005 — Rushins / The Theme
- 2006 — Hixxy and Styles EP

Ultrabeat vs Darren Styles
- 2007 — Sure Feels Good UK #52
- 2008 — «DiscoLights» UK